# Secret Door
Secret Door (en hangul, 비밀의 문) es una serie de televisión histórica surcoreana emitida originalmente durante 2014 que retrata de forma reinterpretada por el guionista Yoon Seon Joo, los últimos ocho años del Príncipe heredero Sado apodado como el Príncipe trágico, hijo del rey Yeongjo el vigésimo segundo gobernante de Joseon.
Es protagonizada por Han Suk-kyu, Lee Je Hoon, Kim Yoo Jung, Park Eun Bin, Kim Min Jong y Choi Won Young. Fue transmitida por SBS desde el 22 de septiembre hasta el 9 de diciembre de 2014, finalizando con una longitud de 24 episodios, al aire las noches de los lunes y los martes a las 22:00 (KST).
Según documentos históricos como las Memorias de la dama Hyegyeong (한중록), Sado era considerado loco y violento, como un violador en serie y asesino. Se lo consideraba incapaz de gobernar, por lo que en julio de 1762 el rey Yeonjo emitió un mandato real en el que ordenaba que el príncipe debía ser encerrado dentro de un arcón de madera donde se almacenaba arroz: ocho días después Sado murió de hambre y asfixiado a los 27 años.
En el siglo XIX, las teorías de la conspiración sugirieron que Sado no había sido un enfermo mental, sino que le habían presionado para provocar cambios revolucionarios y, por lo tanto, sus opositores políticos lo habían acusado por crímenes que no cometió. Las circunstancias que rodearon su muerte siguen siendo un tema de debate entre los historiadores coreanos. Esta teoría fue utilizada como base para el desarrollo de la serie.

## Argumento
El drama explora la relación conflictiva y finalmente trágica entre el rey Yeongjo y su hijo, Yi Sun (Príncipe Heredero Sado). El sagaz rey Yeongjo quiere fortalecer el poder real, pero los sueños de Yi Sun, son apasionados e idealistas en igualdad, con una sociedad libre de clases sociales. El encuentro entre dos ideologías hace que se enfrenten padre e hijo, causando la muerte de este último.

## Reparto

### Personajes principales
- Han Suk-kyu como Rey Yeongjo.

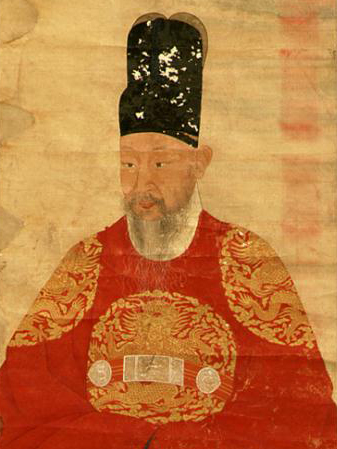
Rey Yeongjo

- Lee Je-hoon como Yi Sun (Príncipe heredero Sado).
- Yoon So-hee como Seo Ji Dam / Park Bing Ae.[8]
- Park Eun-bin como Dama Hyegyeong.
- Kim Min-jung como Na Chul Joo.
- Kim Chang-wan como Kim Taek.
- Lee Won-jong como Park Moon-soo.
- Choi Won Young como Chae Je Gong.

### Personajes secundarios
- Kang Seo Joon como Min Woo Sub.
- Seo Jun Young como Shin Heung Bok.
- Choi Jae Hwan como Heo Jung Woon.
- Kim Myung Gook como Hong Bong Han.
- Jang Hyun-sung como Hong Gye-hui.
- Kim Ha Kyun como Kim Sang Ro.
- Um Hyo-sup como Min Baek-sang.
- Jung Moon-sung como Byeon Jong-in.
- Jeon Guk Hwan como Lee Jong Sung.
- Kim Seung Wook como Jo Jae Ho.
- Baek Seung Hyun como Shin Chi Woon.
- Ha Seung Ri como Reina Jeongsun.
- Lee Seol como Cuncubina Moon Suk Ui.
- Son Byung Ho como Kim Sung Ik.
- Park Hyun Sook como Dama de la corte Choi.
- Kim Kang Hyun como Eunuco Jang.
- Kim Mi Ran como Dama de la corte Kim.
- Kim Tae Hoon como Kang Pil Jae.
- Lee Won Jae como Kang Seo Won.
- Choi Won Hong como Uhm Jae Sun.
- Park Hyo Joo como Woon Shim.
- Kim Bo Ryung como Choon Wol.
- Jung Wook como Heuk Pyo.
- Yoon Choong como Jang Sam.
- Ji Sang Hyuk como Yi Sa.
- Park So Eun como Shin Go Eun.
- Kwon Hae Hyo como Seo Gyun.
- Jung Gyu Soo como Yang Soon Man.
- Jang In-sub como  Jang Dong-gi.[9]
- Lee Mi Young como Dama de la corte Min.
- Kim Young Sun como Madre de Heung Bok.
- Kim Han Joon como Condestable Choi.
- Kim Hyun como Pintor Jang.
- Yoon Seo Hyun como Chun Seung Se.
- Kwak Hee Sung como Kim Mu.
- Jo Woo-jin como Lee Dal-sung.

## Recepción

### Audiencia
En Azul la audiencia más baja y en rojo la más alta, correspondientes a las empresas medidoras TNms y AGB Nielsen.
| Ep. #    | Fecha original de emisión | Share        | Share        | Share       | Share       |
| Ep. #    | Fecha original de emisión | TNmS Ratings | TNmS Ratings | AGB Nielsen | AGB Nielsen |
| Ep. #    | Fecha original de emisión | Nacional     | Seúl         | Nacional    | Seúl        |
| -------- | ------------------------- | ------------ | ------------ | ----------- | ----------- |
| 1        | 22 de septiembre de 2014  | 7.9 %        | 9.9 %        | 8.8 %       | 9.9 %       |
| 2        | 23 de septiembre de 2014  | 9.5 %        | 12.7 %       | 9.7 %       | 11.0 %      |
| 3        | 29 de septiembre de 2014  | 7.7 %        | 9.6 %        | 7.9 %       | 9.0 %       |
| 4        | 30 de septiembre de 2014  | 8.9 %        | 10.5 %       | 10.0 %      | 11.1 %      |
| 5        | 6 de octubre de 2014      | 7.0 %        | 8.4 %        | 7.5 %       | 7.8 %       |
| 6        | 7 de octubre de 2014      | 7.0 %        | 8.6 %        | 7.0 %       | 7.3 %       |
| 7        | 13 de octubre de 2014     | 6.1 %        | 7.0 %        | 7.0 %       | 7.2 %       |
| 8        | 14 de octubre de 2014     | 6.9 %        | 8.1 %        | 6.4 %       | 6.8 %       |
| 9        | 20 de octubre de 2014     | 6.0 %        | 6.5 %        | 6.0 %       | 6.7 %       |
| 10       | 21 de octubre de 2014     | 5.9 %        | 7.6 %        | 6.0 %       | 6.9 %       |
| 11       | 27 de octubre de 2014     | 4.2 %        | 4.4 %        | 4.0 %       | 4.7 %       |
| 12       | 28 de octubre de 2014     | 6.2 %        | 8.3 %        | 6.3 %       | 7.0 %       |
| 13       | 3 de noviembre de 2014    | 5.6 %        | 5.7 %        | 5.2 %       | 5.9 %       |
| 14       | 4 de noviembre de 2014    | 6.9 %        | 8.0 %        | 6.2 %       | 7.1 %       |
| 15       | 10 de noviembre de 2014   | 5.4 %        | 6.1 %        | 5.3 %       | 5.7 %       |
| 16       | 11 de noviembre de 2014   | 5.2 %        | 6.2 %        | 5.3 %       | 6.1 %       |
| 17       | 17 de noviembre de 2014   | 5.5 %        | 6.3 %        | 5.5 %       | 5.4 %       |
| 18       | 18 de noviembre de 2014   | 6.3 %        | 6.7 %        | 5.6 %       | 6.0 %       |
| 19       | 24 de noviembre de 2014   | 5.0 %        | 6.0 %        | 5.5 %       | 5.9 %       |
| 20       | 25 de noviembre de 2014   | 5.0 %        | 5.4 %        | 5.4 %       | 5.5 %       |
| 21       | 1 de diciembre de 2014    | 5.1 %        | 6.0 %        | 6.1 %       | 6.7 %       |
| 22       | 2 de diciembre de 2014    | 5.2 %        | 6.2 %        | 5.4 %       | 5.7 %       |
| 23       | 8 de diciembre de 2014    | 4.5 %        | 5.5 %        | 4.3 %       | 4.4 %       |
| 24       | 9 de diciembre de 2014    | 5.1 %        | 5.5 %        | 5.2 %       | 5.7 %       |
| Promedio | Promedio                  | 6.2 %        | 7.3 %        | 6.3 %       | 6.9 %       |

## Banda sonora
- Block B - «Secret Door».
- The One - «Erase and Erase».
- Ye Rin - «Nameless Flower».

## Premios y nominaciones
| Año  | Categoría                                     | Premio          | Nominado    | Resultado |
| ---- | --------------------------------------------- | --------------- | ----------- | --------- |
| 2014 | Top Excellence Award, Actor in a Serial Drama | SBS Drama Award | Han Suk-kyu | Nominado  |

## Emisión internacional
- Canadá: All TV.
- Hong Kong: Drama Channel.